# Botuverá
Botuverá là một đô thị thuộc bang Santa Catarina, Brasil. Đô thị này có diện tích 303,023 km², dân số năm 2007 là 4127 người, mật độ 11,7 người/km².